# Serchio
Der Serchio ist nach dem Arno (241 km) und dem Ombrone (157 km) mit seinen 106 km der drittlängste Fluss der Toskana.

## Verlauf
Am Serchio liegen die Gemeinden Piazza al Serchio (6 km im Gemeindegebiet), San Romano in Garfagnana (5 km), Camporgiano (6 km), Pieve Fosciana (5 km), Castelnuovo di Garfagnana (9 km), Fosciandora (3 km), Molazzana (1 km), Gallicano (9 km), Barga (5 km), Coreglia Antelminelli (5 km), Bagni di Lucca (1 km), Borgo a Mozzano (14 km), Capannori (2 km), Lucca (23 km) (alle Provinz Lucca), San Giuliano Terme (23 km) und Vecchiano (24 km) (Provinz Pisa).
Der Hauptarm Serchio di Sillano entspringt an den Hängen des Monte Sillano (1864 m s.l.m.) bei Sillano (Gemeinde Sillano Giuncugnano), wo südlich des Ortes der Serchio di Soraggio zufließt, und vereinigt sich bei Piazza al Serchio mit Nebenarmen (Serchio di Gramolazzo mit dem Torrente Acqua Bianco, vom See Lago Gramolazzo kommend, und Serchio di San Michele, auch Serchio di Minucciano genannt). Der Serchio durchquert das Bergland der Garfagnana von Norden nach Süden und wird an mehreren Stellen künstlich gestaut. Nach Camporgiano fließt von rechts der Edron, vom Lago di Vagli kommend, zu. Bei Pontecosi (Ortsteil von Pieve Fosciana, 321 m) durchfließt der Serchio den See Lago di Pontecosi und erhält hier die Wasser des Corfino, bevor er Castelnuovo di Garfagnana bei 270 m erreicht. Die Ponte di Campia (ital. Ponte, dt. Brücke) im Ortsgebiet von Gallicano erreicht er bei 200 m. Der größte Nebenfluss des Serchio, der Lima, tritt im westlichen Ortsgebiet von Bagni di Lucca von links ein, kurz danach unterfließt er die auch Teufelsbrücke genannte Ponte della Maddalena in Borgo a Mozzano (97 m).
Nachdem er bei Lucca die Ebene erreicht hat, durchquert er zunächst die Ponte a Moriano, die aus dem 9. Jahrhundert stammt und 1382, 1490, 1581 und 1839 nach Flutschäden rekonstruiert wurde. Danach fließt der Serchio Richtung Westen und passiert die Ponte San Quirico und Ponte San Pietro sowie die Autostrada A11 im Gemeindegebiet von Lucca. Der Fluss mündet etwas nördlich von Pisa, an der Gemeindegrenze von Vecchiano und San Giuliano Terme, deren Ortsteil Pontasserchio er bei 6 m passiert, in der Gegend des Naturschutzgebietes San Rossore, in das Ligurische Meer.

## Geschichte
Der Fluss nahm in antiken Zeiten einen anderen Verlauf. Er teile sich nach Ponte a Moriano nahe der Località Marlia in zwei Rahmen auf und umfloss die Insel Lucca nördlich (wie heute) und südlich, wobei der nördliche Arm mehr Wasser als der südliche trug. Der Fluss vereinigte sich dann wieder vor der Ponte San Pietro. Er diente dann dem Arno zunächst bei Calcinaia, später dann in Pisa, als rechten Zufluss. Danach änderte er seinen Verlauf und fand seinen Weg ohne den Arno in das Tyrrhenische Meer. Die beiden Arme nördlich und südlich von Lucca waren seinerzeit Grund für mehrere Hochwasser, die die Felder und die Stadt selbst bedrohten. Der Legende nach befahl Frediano von Lucca dem Auser (damaliger Name), sich ein anderes Flussbett zu suchen und die Stadt von Hochwassern zu verschonen, in der Realität ist die Umleitung des Flusses zur Zeit des San Frediano einer hydraulischen Intervention zuzuschreiben.

## Bilder

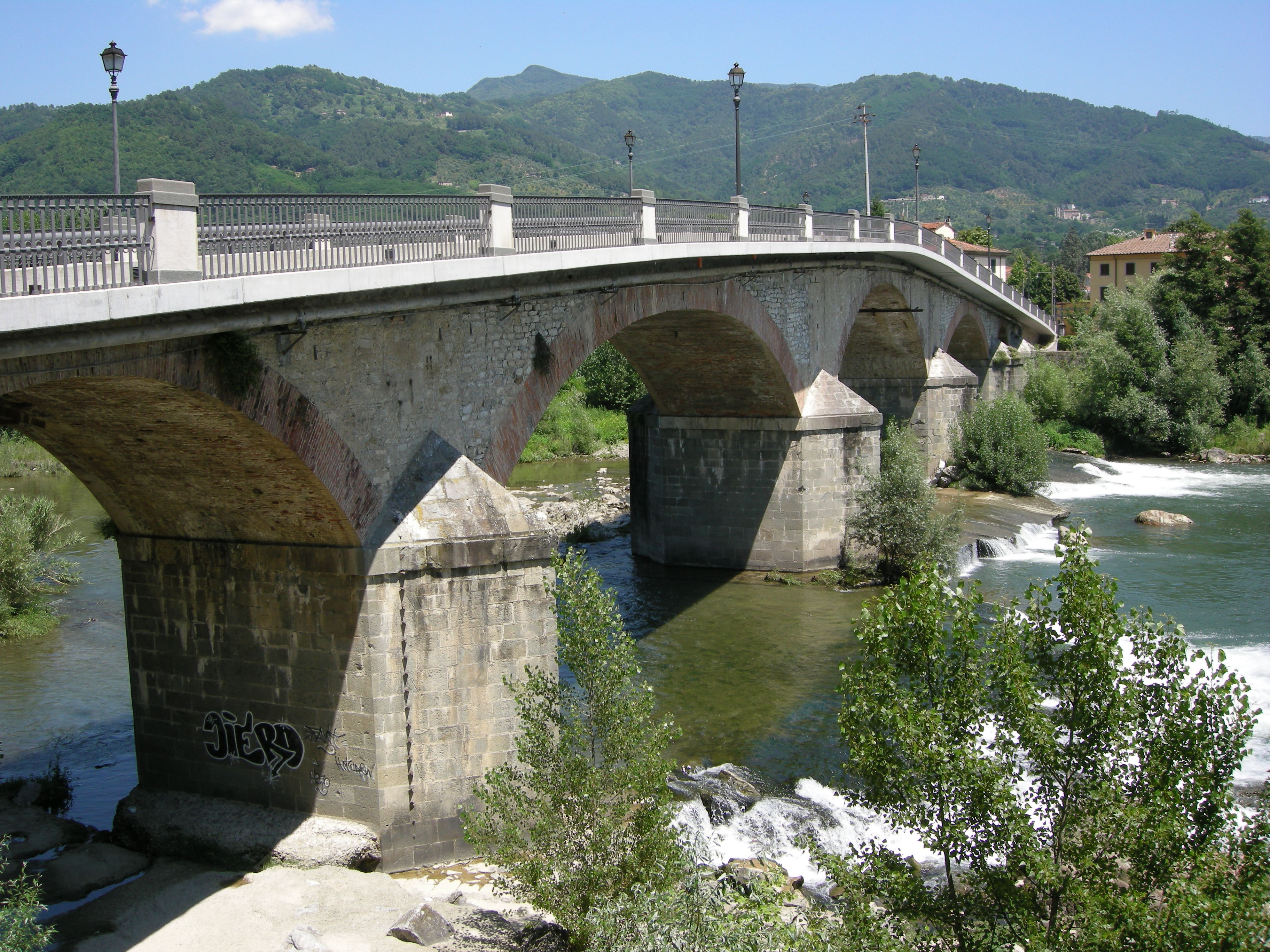
Der Serchio und die Brücke Ponte a Moriano nordöstlich von Lucca
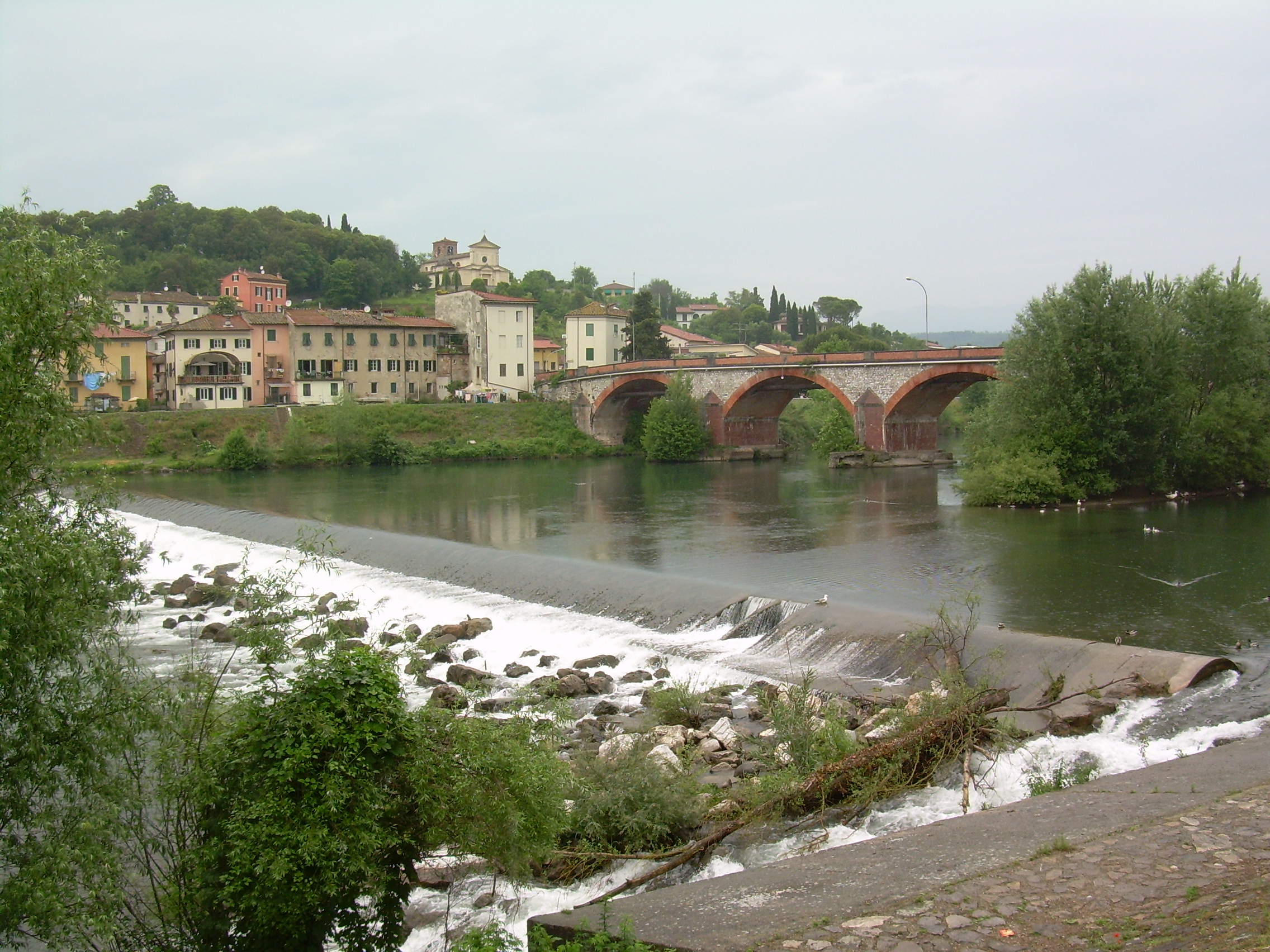
Der Serchio und die Brücke Ponte San Quirico nördlich von Lucca
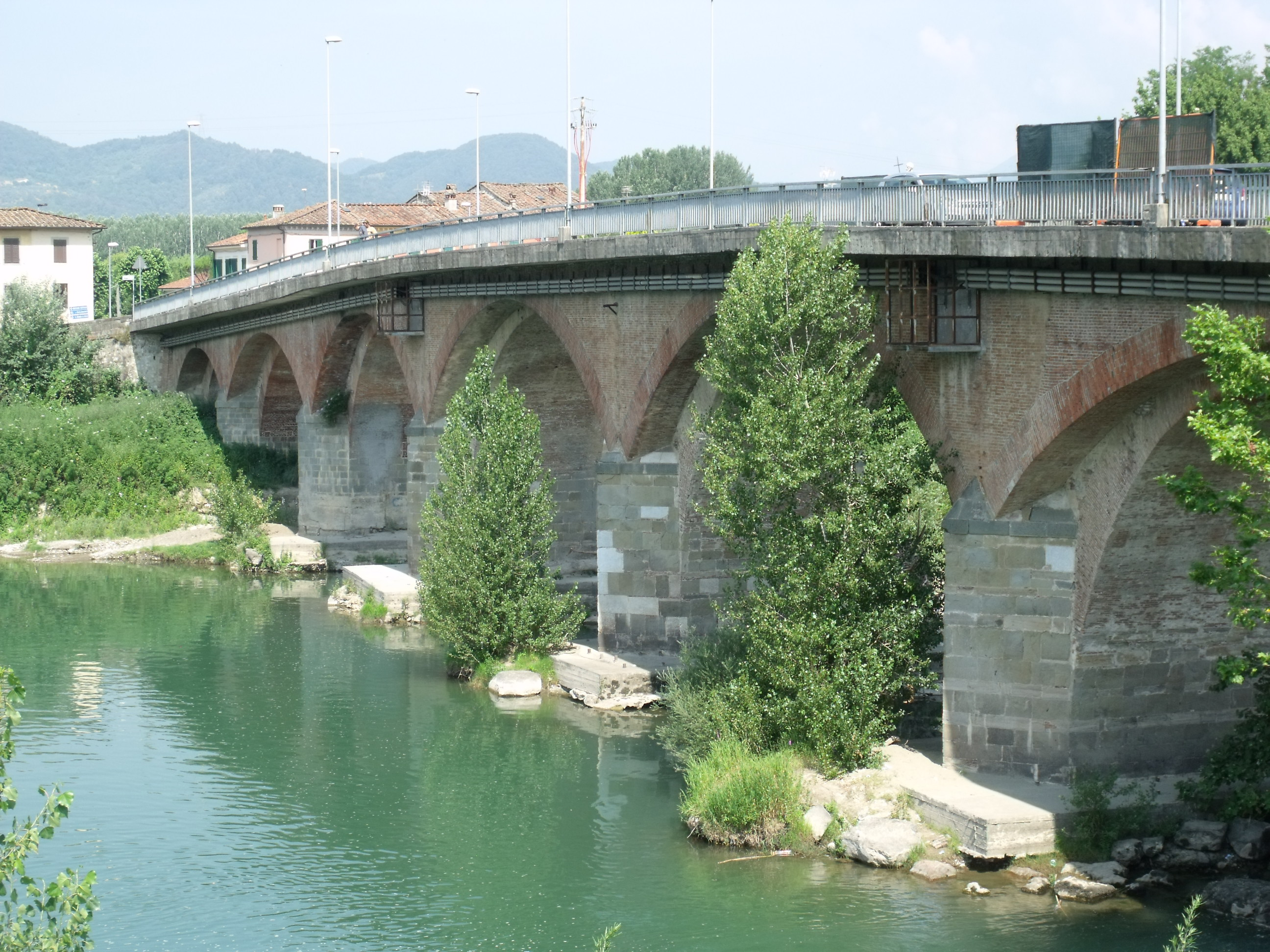
Der Serchio und die Brücke Ponte San Pietro westlich von Lucca